# Костенец южноазиатский
Костенец южноазиатский (лат. Asplenium australasicum) — один из видов папоротника костенец.

## Распространение и среда обитания
Ареал — восточная Австралия, штаты Квинсленд и Новый Южный Уэльс.

## Описание вида
Вид произрастает на камнях или как эпифит на стволах и ветвях деревьев. Розетка жёлто-зелёных листьев достигает 60-80 см и 5-20 см в ширину. Вместе с корневищем розетка формирует образование, напоминающее птичье гнездо. В Австралии вид так и называется — Птичье, или Воронье, гнездо (crow’s nest fern).
Асплениум южноазиатский ранее объединялся с асплениумом гнездовидным (Asplenium nidus), произрастающим в Юго-Восточной Азии и Полинезии, но позже выделен в отдельный вид.